# ハリストス正教会

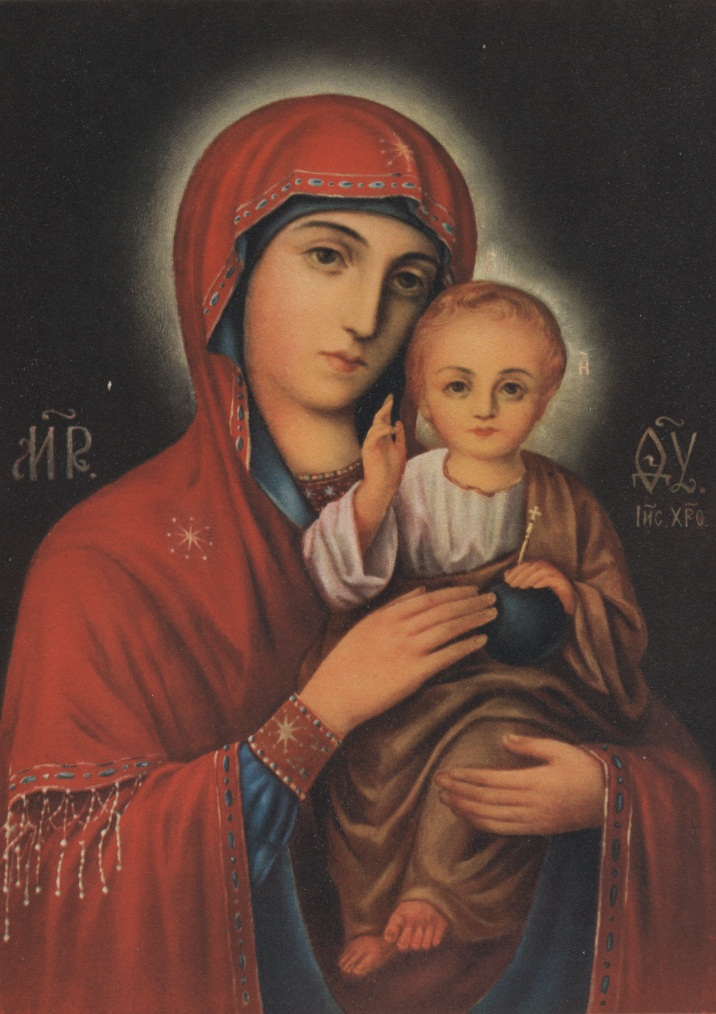
正教会のイコン　『生神女マリヤと幼きイイスス』

ハリストス正教会（ハリストスせいきょうかい）とは、キリストの中世・現代ギリシャ語読みであるハリストスと、正教会を合わせた語。文脈によって教派を意味する場合と、日本の正教会の教団名が日本ハリストス正教会であることから、日本正教会を意味する場合とがある。完全に誤った用語では無いものの、教派名・教団名のいずれを指すのかが曖昧な語彙であるうえ、正教会自身がこの語単体で教派名を自称することはほぼ皆無である。
- 正教会 - 教派名を名乗る際に最も多用される自称であり、一般的でもある用語。別称として「ギリシャ正教」「東方正教会」がある。「正教」とも呼ばれる。
- 日本ハリストス正教会 - 日本における、正教会内の一教会組織名として。別称として「日本正教会」がある。自治教会となる以前にも、日本の正教会は日本正教会と呼ばれていた。

## 日本各地の正教会
「ハリストス正教会」の名が冠せられていることが多い。
- 斜里ハリストス正教会（北海道）
- 札幌ハリストス正教会（北海道）
- 函館ハリストス正教会（北海道）
- 一関ハリストス正教会 (岩手県)
- 石巻ハリストス正教会（宮城県）
- 金成ハリストス正教会 (宮城県)
- 白河ハリストス正教会（福島県）
- 鹿沼ハリストス正教会（栃木県）
- 足利ハリストス正教会（栃木県）
- 高崎ハリストス正教会（群馬県）
- ニコライ堂（東京都）
  - 正式な名称は「東京復活大聖堂」。日本ハリストス正教会の府主教座教会であるが、「ハリストス正教会」の名は持たない。
- 長野ハリストス正教会（長野県）
- 豊橋ハリストス正教会（愛知県）
- 京都ハリストス正教会（京都府）
- 大阪ハリストス正教会（大阪府）
- 福岡ハリストス正教会（福岡県）
- 熊本ハリストス正教会（熊本県）
- 人吉ハリストス正教会（熊本県）
- 鹿児島ハリストス正教会（鹿児島県）